# كازوهيكو هوسوكاوا
كازوهيكو هوسوكاوا (باليابانية: 細川和彦؛ بالكانا: ほそかわ かずひこ) هو لاعب غولف ياباني، ولد في 28 ديسمبر 1970 في جوسو في اليابان.

## وصلات خارجية
- كازوهيكو هوسوكاوا على موقع رابطة اليابان للاعبي الغولف المحترفين (الإنجليزية)
- كازوهيكو هوسوكاوا على موقع التصنيف العالمي الرسمي للغولف (الإنجليزية)